# Поляна (Камник)
Поляна (словен. Poljana) — поселення в общині Камник, Осреднєсловенський регіон, Словенія. Висота над рівнем моря: 911 м.